# 奇肱國

圖出自《古今圖書集成·方輿彙編·邊裔典·第四十五卷》

明朝，胡文煥《山海經圖》

奇肱國，又稱作奇股國，是《淮南子》所記海外三十六國之一，奇肱的意思為獨臂，奇股的意思為獨腳，其人一臂三目或一足三目，身具三眼，有陽有陰，陰在下陽在上，擅長製造各種機械來捕抓禽獸，且能製造飛車，順風遠行。
在《山海經·海外西經》中有所記載。

## 記載
殷湯時期，奇肱人曾搭乘飛車順風抵達豫州界中，被當地人損壞，不以示人。十年後，東風起，再做一飛車送他們回去，其國離玉門關四萬里。《竹書記年》記載商代與西方各國交往的情形，奇肱氏以車至，乃同尊天乙履為天子。
奇肱國的人常騎乘名叫吉良的神馬，色白、上有斑紋、馬鬣赤紅，雙眼閃金光，騎乘之可活千歲。奇肱人身旁會有一隻雙頭鳥，顏色赤黃，與其作伴。